# Истомино (Ростовская область)
Исто́мино — хутор в Аксайском районе Ростовской области.
Входит в состав Истоминского сельского поселения.

## География
Расположен в 25 км (по дорогам) южнее районного центра — города Аксай, селение расположено в 6 км от административного центра поселения.
Рядом с хутором проходит дорога М4 «Дон».

### Улицы
| - пер. Дачный, - ул. Истомина, - ул. Мира, - ул. Мичурина, - ул. Московская, | - ул. Новостроек, - ул. Октябрьская, - ул. Первомайская, - ул. Победы, - ул. Южная. |

## История
Упоминание о хуторе найдено в 1918 году и назывался он - хутор Выселки. После освобождения хутора от белогвардейцев, отрядом красноармейцев, под командованием Ивана Семеновича Истомина, жители переименовали хутор в Истомино. С 1938 года действует Истоминская ООШ – на 85 мест, с 1946 года – детский сад № 27 «Золотая рыбка» - на 35 мест, имеется фельдшерско-акушерский пункт и отделение социального обслуживания граждан пожилого возраста и инвалидов, в 1963 году был построен сельский дом культуры, сейчас в нем расположена и библиотека.
В 1992 году была образована Истоминская сельская администрация В 2005 году —  Истоминское сельское поселение, первым Главой Истоминского сельского поселения был выбран Шпортенко Александр Дмитриевич.

## Население
| 1989 | 2002 | 2010  |
| ---- | ---- | ----- |
| 515  | ↗662 | ↗1648 |

## Экономика
В общей структуре земли черноземы района составляют почти 65 %. Более 60% валовой продукции сельского хозяйства производится в отрасли «растениеводства». Первостепенное значение его в структуре имеют зерновое хозяйство, под которым занято около половины посевных площадей. Главная зерновая культура - озимая пшеница. Ведущей технической культурой является – подсолнечник. На промышленной основе создано садоводство и овощеводство. Хозяйство в животноводстве специализируется на птицеводстве. Производимая продукция реализуется, как внутри, так и за пределами поселения.
На территории хутора расположены два магазина: «Руслан» и магазин № 80 Ольгинского КООП. В 1990 годы хутор вступил в новые рыночные отношения, совхоз прекратил свою деятельность и на Истоминскую землю пришли инвесторы. Сейчас на территории хутора Истомино находится отделение сельскохозяйственного предприятия – ООО «Аксайская земля», которое занимается выращиванием зерновых и масленичных культур.